# La Entrega
La Entrega es una pequeña playa (150 metros aprox. de longitud) en el estado mexicano de Oaxaca, que forma parte de las Bahías de Huatulco, en el municipio de Santa María Huatulco. 

## Historia
Lleva este nombre porque aquí fue desembarcado el héroe nacional mexicano Vicente Guerrero, luego de ser traicionado a mediados del mes de enero de 1831. Después de haber sido presidente de la República, Guerrero fue depuesto por Anastasio Bustamante, pero volvió a la lucha, ocupando con sus tropas el puerto de Acapulco. 
El marino genovés Francisco Picaluga, a quien creía su amigo, lo invitó a comer a bordo de su barco Colombo. Era una trampa. Guerrero fue conducido a Huatulco, donde pasó la noche encadenado al tronco de una ceiba. Posteriormente Picaluga lo entregó al ejército de Anastasio Bustamante; el lugar donde se consumó la traición fue conocido, en adelante, como la playa de La Entrega. El 14 de febrero de 1831, en el pueblo de Cuilapam, cercano a Oaxaca, fue juzgado por un consejo de guerra y fusilado. 